# Alberto García
Alberto García Fernández (Vallecas, 22 febbraio 1971) è un ex mezzofondista spagnolo.

## Palmarès

### Mondiali indoor
- 2 medaglie:
  - 1 argento (Birmingham 2003 nei 3000 m piani)
  - 1 bronzo (Lisbona 2001 nei 3000 m piani)

### Europei
- 1 medaglia:
  - 1 oro (Monaco di Baviera 2002 nei 5000 m piani)

### Europei indoor
- 2 medaglie:
  - 1 oro (Vienna 2002 nei 3000 m piani)
  - 1 bronzo (Valencia 1998 nei 3000 m piani)

### Europei di corsa campestre
- 2 medaglie:
  - 2 argenti (Tilburg 2005; Toro 2007)

### Giochi del Mediterraneo
- 1 medaglia:
  - 1 oro (Bari 1997 nei 5000 m piani)

## Altre competizioni internazionali
1997
- Oro alla San Silvestro Vallecana ( Madrid)

1999
- 4º alla San Silvestro Vallecana ( Madrid) - 29'12"

2000
- 7º alla San Silvestro Vallecana ( Madrid) - 29'04"

2001
- Bronzo alla San Silvestro Vallecana ( Madrid) - 28'43"

2002
- Oro in Coppa del mondo ( Madrid), 5000 m piani - 13'30"04
- Bronzo alla San Silvestro Vallecana ( Madrid) - 28'29"

2005
- 7º alla San Silvestro Vallecana ( Madrid) - 29'10"
- Oro al Cross Internacional de Venta de Baños ( Venta de Baños) - 31'34"

2007
- 9º alla San Silvestro Vallecana ( Madrid) - 29'29"

2008
- 5º alla San Silvestro Vallecana ( Madrid) - 28'59"

2009
- 8º alla San Silvestro Vallecana ( Madrid) - 29'23"